# Héctor Baley
Héctor Rodolfo Baley (* 16. November 1950 in San Nicolás de los Arroyos) ist ein ehemaliger argentinischer Fußballspieler. Der Torhüter nahm mit der Nationalmannschaft seines Heimatlandes an den Fußball-Weltmeisterschaften 1978 und 1982 teil und gewann 1978 den WM-Titel.

## Karriere

### Vereinskarriere
Héctor Baley begann seine fußballerische Laufbahn beim Verein Estudiantes de La Plata aus der Hauptstadt der Provinz Buenos Aires. Beim Verein von Trainer Osvaldo Zubeldía fungierte er allerdings nur als Ersatztorhüter, denn an Stammkeeper Alberto Poletti war Ende der Sechzigerjahre bei Estudiantes nicht vorbeizukommen. Baley blieb bis ins Jahr 1971 bei dem Verein, absolvierte aber nur drei Ligaspiele in drei Jahren. Als Ersatzspieler gewann er jedoch dreimal die Copa Libertadores in den Jahren 1968, 1969 und 1970. Nachdem er 1971 Estudiantes verlassen hatte, war er zwei Jahre vereinslos, ehe er 1973 von CA Colón verpflichtet wurde. Dort blieb er, ohne große Erfolge zu feiern, bis ins Jahr 1976, brachte es aber als Stammspieler auf 79 Einsätze für den Verein aus Santa Fe. 1976 ging er dann zu CA Huracán. Weitere zwei Jahre später verließ er den Klub aus Buenos Aires in Richtung CA Independiente aus Avellaneda. Dort war er als Torhüter am Gewinn der Nacional-Meisterschaft von 1978 beteiligt, als das Team um Enzo Trossero, Omar Larrosa und Ricardo Bochini im Finale mit 0:0 und 2:0 gegen CA River Plate gewann. Nach drei Jahren bei Independiente wechselte er zu CA Talleres nach Córdoba in die zweitgrößte Stadt Argentiniens. Nach 156 Ligaspielen bei Talleres beendete er dort seine Karriere im Jahre 1987 im Alter von 37 Jahren.

### Nationalmannschaft
In der argentinischen Fußballnationalmannschaft brachte es Héctor Baley zwischen 1976 und 1982 auf dreizehn Einsätze. Von Nationaltrainer César Luis Menotti wurde er ins Aufgebot der Südamerikaner für die Fußball-Weltmeisterschaft 1978 im eigenen Land berufen. Bei der Weltmeisterschaft war er dritter Torhüter hinter Ubaldo Fillol und Ricardo La Volpe und kam nicht zum Einsatz. Währenddessen gewann seine Mannschaft zum ersten Mal den Weltmeistertitel, nachdem man im Endspiel im Estadio Monumental von Buenos Aires die Niederlande mit 3:1 nach Verlängerung besiegt hatte. Vier Jahre später in Spanien sollte der Weltmeistertitel verteidigt werden, doch diesmal schied die argentinische Auswahl bereits in der Zwischenrunde aus. Héctor Baley war auch für dieses Weltchampionat nominiert, kam allerdings erneut nicht zum Einsatz. Insgesamt spielte Baley 13 Mal für Argentinien. Eines seiner berühmtesten Spiele im Dress der Gauchos war ein Freundschaftsspiel 1982 gegen Deutschland, wo Argentinien auch dank eines gut aufgelegten Torhüters Baley ein 1:1 erreichte.